# ツール・ド・フランス2008
ツール・ド・フランス2008（フランス語: Tour de France 2008）は、ツール・ド・フランスとしては95回目の大会。2008年7月5日から7月27日まで、全21ステージ、全行程3559.5kmで行われた。

## レース概要
フランス本土最西端のブレストをスタートし、フランスを反時計回りに一周して最終日のパリ・シャンゼリゼ通りのゴールを目指す。前半にピレネー越え、後半にアルプス越えが設定され、それぞれの途中で休息日が設けられている。前年と異なり基本的にほぼ全コースがフランス国内のみを巡るように設定され、アルプス越えの際に一部イタリアをかすめるのみとなっている。
また、この年はプロローグステージが行われないが、これは1967年以来初めて。また、到着順位ごとに与えられていたボーナスタイムも廃止され、純粋に区間ごとのタイムを積算する形で総合成績が競われることとなった。
この年は主催者であるアモリ・スポル・オルガニザシオン (ASO) と国際統括機関である国際自転車競技連盟 (UCI) との対立が先鋭化した年であり、UCIプロツアーを巡る両者の駆け引きに巻き込まれる形で様々な影響が生じている。

## 日程
| 区間                     | 日     | 行程                                       | km        | 区間優勝                     | 総合首位                     | 備考     |  |
| ------------------------ | ------ | ------------------------------------------ | --------- | ---------------------------- | ---------------------------- | -------- |  |
| 1                        | 7/5    | ブレスト － プリュムレック                 | 197.5     | アレハンドロ・バルベルデ     | アレハンドロ・バルベルデ     | 平坦     |  |
| 2                        | 7/6    | オーレー － サン・ブリュー                 | 164.5     | トル・フースホフト           | アレハンドロ・バルベルデ     | 平坦     |  |
| 3                        | 7/7    | サン・マロ － ナント                       | 208       | サミュエル・デュムラン       | ロメン・フェイユ             | 平坦     |  |
| 4                        | 7/8    | ショレ － ショレ（個人TT）                 | 29.5      | シュテファン・シューマッハー | シュテファン・シューマッハー | 平坦     |  |
| 5                        | 7/9    | ショレ － シャトールー                     | 232       | マーク・カヴェンディッシュ   | シュテファン・シューマッハー | 平坦     |  |
| 6                        | 7/10   | エグランド － シューペル・ベス・サンシー   | 195.5     | リカルド・リッコ             | キム・キルシェン             | 中級山岳 |  |
| 7                        | 7/11   | ブリウデ － オーリヤック                   | 159       | ルイス・レオン・サンチェス   | キム・キルシェン             | 中級山岳 |  |
| 8                        | 7/12   | フィジャック － トゥールーズ               | 172.5     | マーク・カヴェンディッシュ   | キム・キルシェン             | 平坦     |  |
| 9                        | 7/13   | トゥールーズ － バニェール＝ド＝ビゴール   | 224       | リカルド・リッコ             | キム・キルシェン             | 山岳     |  |
| 10                       | 7/14   | ポー － オタカム                           | 156       | レオナルド・ピエポリ         | カデル・エヴァンス           | 山岳     |  |
| 7/15 休息日 （ポー）     |        |                                            |           |                              |                              |          |  |
| 11                       | 7/16   | ランヌメザン － フォワ                     | 167.5     | クルトアスル・アルヴェセン   | カデル・エヴァンス           | 中級山岳 |  |
| 12                       | 7/17   | ラブラネ － ナルボンヌ                     | 168.5     | マーク・カヴェンディッシュ   | カデル・エヴァンス           | 平坦     |  |
| 13                       | 7/18   | ナルボンヌ － ニーム                       | 182       | マーク・カヴェンディッシュ   | カデル・エヴァンス           | 平坦     |  |
| 14                       | 7/19   | ニーム － ディーニュ・レ・バン             | 194.5     | オスカル・フレイレ           | カデル・エヴァンス           | 平坦     |  |
| 15                       | 7/20   | アンブルン － プラト・ネヴォーゾ（伊）     | 183       | サイモン・ジェラン           | フランク・シュレク           | 山岳     |  |
| 7/21 休息日 （クーネオ） |        |                                            |           |                              |                              |          |  |
| 16                       | 7/22   | クーネオ（伊） － ジョーズィエール         | 157       | シリル・デセル               | フランク・シュレク           | 山岳     |  |
| 17                       | 7/23   | アンブルン － ラルプ・デュエズ             | 210.5     | カルロス・サストレ           | カルロス・サストレ           | 山岳     |  |
| 18                       | 7/24   | ブールドワザン － サンテティエンヌ         | 196.5     | マルクス・ブルクハルト       | カルロス・サストレ           | 中級山岳 |  |
| 19                       | 7/25   | ロアンヌ － モンリュソン                   | 165.5     | シルヴァン・シャヴァネル     | カルロス・サストレ           | 平坦     |  |
| 20                       | 7/26   | セリイー － サンタマン・モンロン（個人TT） | 53        | シュテファン・シューマッハー | カルロス・サストレ           | 平坦     |  |
| 21                       | 7/27   | エタンプ – パリ・シャンゼリゼ              | 143       | ヘルト・ステーフマンス       | カルロス・サストレ           | 平坦     |  |
| 総距離                   | 総距離 | 総距離                                     | 3559.5 km |                              |                              |          |  |

## 参加チーム
UCIプロツアーチーム18チーム中17チーム、プロフェッショナルコンチネンタルチームから3チームの計20チームでスタートした。
主催者であるASOは、2008年2月13日にUCIプロツアーの有力チームの一つであるアスタナ・チーム（ルクセンブルク）を前年のツール・ド・フランスでのドーピング疑惑を理由に参加招待リストから除外することを発表した。これにより、前年の覇者であるアルベルト・コンタドールの連覇および前年3位であるリーヴァイ・ライプハイマーの雪辱がレース開始前に思わぬ形で阻まれる形となった。
また、2007年のポイント賞獲得選手であるトム・ボーネンも、レース外ドーピング検査でのコカイン反応を理由に大会への出場禁止措置を行っている。

### スタートリスト[3]
| サイレンス・ロット |                              |
| No.                | 選手名                       |
| 1                  | カデル・エヴァンス           |
| 2                  | マリオ・アールツ             |
| 3                  | クリストフ・ブラント(19:DNF) |
| 4                  | ダリオ・チオーニ             |
| 5                  | ライフ・ホスト               |
| 6                  | ロビー・マキュアン           |
| 7                  | ヤロスラフ・ポポヴィッチ     |
| 8                  | ヨハン・ファンスュメレン     |
| 9                  | ウィム・ファンセフェナント   |

| チームCSC-サクソバンク |                            |
| No.                    | 選手名                     |
| 11                     | カルロス・サストレ         |
| 12                     | クルトアスル・アルヴェセン |
| 13                     | ファビアン・カンチェラーラ |
| 14                     | ヴォロディミール・グセフ   |
| 15                     | スチュアート・オグレディ   |
| 16                     | アンディ・シュレク         |
| 17                     | フランク・シュレク         |
| 18                     | ニッキー・セレンセン       |
| 19                     | イェンス・フォイクト       |

| エウスカルテル・エウスカディ |                        |
| No.                          | 選手名                 |
| 21                           | アイマル・スベルディア |
| 22                           | ミケル・アスタルロサ   |
| 23                           | イニャキ・イサシ       |
| 24                           | エゴイ・マルティネス   |
| 25                           | フアン・ホセ・オロス   |
| 26                           | ルーベン・ペレス       |
| 27                           | サムエル・サンチェス   |
| 28                           | アメツ・チュルカ       |
| 29                           | ゴルカ・ベルドゥゴ     |

| ケス・デパーニュ |                            |
| No.              | 選手名                     |
| 31               | アレハンドロ・バルベルデ   |
| 32               | ダビド・アロヨ             |
| 33               | アルノー・コワイオ         |
| 34               | ホセ・ビセンテ・ガルシア   |
| 35               | ホセ・イバン・グティエレス |
| 36               | ダビド・ロペス・ガルシア   |
| 37               | オスカル・ペレイロ(15:DNF) |
| 38               | ニコラ・ポルタル           |
| 39               | ルイス・レオン・サンチェス |

| コロンビア |                                    |
| No.        | 選手名                             |
| 41         | キム・キルシェン                   |
| 42         | マルクス・ブルクハルト             |
| 43         | マーク・カヴェンディッシュ(15:DNS) |
| 44         | ゲラルト・シオレック               |
| 45         | ベルンハルト・アイゼル             |
| 46         | アダム・ハンセン                   |
| 47         | ジョージ・ヒンカピー               |
| 48         | トーマス・ルヴクヴィスト           |
| 49         | カンスタンツィン・シウツォウ       |

| バルロワールド |                                    |
| No.            | 選手名                             |
| 51             | マウリシオ・ソレール(5:DNF)        |
| 52             | ジョンリー・オーガスティン         |
| 53             | フェリックス・カルデナス(11:DNF)   |
| 54             | ジャンパオロ・ケウーラ             |
| 55             | バーデン・クック(12:DNF)           |
| 56             | モイセス・ドゥエニャス(11:DNS)     |
| 57             | クリス・フルーム                   |
| 58             | ロバート・ハンター                 |
| 59             | パオロ・ロンゴ・ボルギーニ(11:DNF) |

| リクイガス |                               |
| No.        | 選手名                        |
| 61         | フィリッポ・ポッツァート      |
| 62         | マヌエル・ベルトラン(8:DNS)   |
| 63         | フランチェスコ・キッキ(16:HD) |
| 64         | ムリロ・フィスシャー          |
| 65         | ロマン・クロイツィガー        |
| 66         | アレクサンドル・クチンスキー  |
| 67         | ヴィンチェンツォ・ニバリ      |
| 68         | マヌエル・クインツィアート    |
| 69         | フレデリック・ウィレムス      |

| ランプレ |                              |
| No.      | 選手名                       |
| 71       | ダミアーノ・クネゴ(19:DNS)   |
| 72       | アレッサンドロ・バッラン     |
| 73       | マッテオ・ボーノ             |
| 74       | マルツィオ・ブルセギン       |
| 75       | マルコ・マンツァーノ         |
| 76       | マッシミリアーノ・モーリ     |
| 77       | ダニエーレ・リーギ           |
| 78       | スィルヴェステル・シュムィド |
| 79       | パオロ・ティラロンゴ         |

| クレディ・アグリコール |                            |
| No.                    | 選手名                     |
| 81                     | トル・フースホフト         |
| 82                     | ヴィイアン・ボネ           |
| 83                     | アレクサンドル・ボチャロフ |
| 84                     | ジミー・アングルヴァン     |
| 85                     | ドミトリ・フォフォノフ     |
| 86                     | サイモン・ジェラン         |
| 87                     | クリストフ・ル・メヴェル   |
| 88                     | レミ・ポリオル             |
| 89                     | マーク・レンショー(15:DNF) |

| クイックステップ |                                |
| No.              | 選手名                         |
| 91               | ステイン・デヴォルデル(15:DNF) |
| 92               | カルロス・バレード             |
| 93               | マッテオ・カッラーラ           |
| 94               | スティーヴン・デヨンフ         |
| 95               | マウロ・ファッチ(7:DNF)        |
| 96               | セバスティアン・ロスレール     |
| 97               | ヘルト・ステーフマンス         |
| 98               | マッテオ・トサット             |
| 99               | ユルヘン・ファンデワール       |

| アージェードゥーゼル・ラモンディアーレ |                              |
| No.                                    | 選手名                       |
| 101                                    | シリル・デセル               |
| 102                                    | ホセ・ルイス・アリエタ       |
| 103                                    | ユベール・デュポン           |
| 104                                    | ウラディミール・エフィムキン |
| 105                                    | マルティン・エルミガー       |
| 106                                    | ジョン・ガドレ(7:DNF)        |
| 107                                    | ステファヌ・グベール         |
| 108                                    | クリストフ・リブロン         |
| 109                                    | タデイ・ヴァリャヴェツ       |

| ゲロルシュタイナー |                                 |
| No.                | 選手名                          |
| 111                | シュテファン・シューマッハー    |
| 112                | ロベルト・フェルスター          |
| 113                | マルクス・フォーテン            |
| 114                | ハインリッヒ・ハウスラー        |
| 115                | ベルンハルト・コール            |
| 116                | スヴェン・クラウス              |
| 117                | セバスティアン・ラング          |
| 118                | ロニー・ショルツ                |
| 119                | ファビアン・ヴェークマン(19:HD) |

| アグリテュベル |                              |
| No.            | 選手名                       |
| 121            | クリストフ・モロー(7:DNF)    |
| 122            | フレディ・ビショー           |
| 123            | ジミー・カスペール(17:HD)    |
| 124            | ロメン・フェイユ(19:HD)      |
| 125            | エドゥアルド・ゴンサロ       |
| 126            | ニコラ・ジャラベール(14:DNF) |
| 127            | ダヴィ・ル・レ               |
| 128            | ジェオフロイ・ルカトル       |
| 129            | ニコラ・ヴォゴンディ         |

| ラボバンク |                                     |
| No.        | 選手名                              |
| 131        | デニス・メンショフ                  |
| 132        | フアン・アントニオ・フレチャ(19:HD) |
| 133        | オスカル・フレイレ                  |
| 134        | セバスティアン・ランヘヴェルト      |
| 135        | コース・ムレンハウト                |
| 136        | ヨースト・ポストヒュマ              |
| 137        | ブラム・タンキンク                  |
| 138        | ラウレンス・テンダム                |
| 139        | ピーター・ウェーニング              |

| ブイグ・テレコム |                              |
| No.              | 選手名                       |
| 141              | ピエリック・フェドリゴ       |
| 142              | ステフ・クレメント           |
| 143              | シャビエル・フロレンシオ     |
| 144              | ローラン・ルフェーヴル       |
| 145              | ジェローム・ピノー           |
| 146              | マテュー・スピリック         |
| 147              | ユーリ・トロフィモフ(10:DNF) |
| 148              | ヨハン・チョップ             |
| 149              | トマ・ヴォクレール           |

| チーム・ミルラム |                          |
| No.              | 選手名                   |
| 151              | エリック・ツァベル       |
| 152              | ラルフ・グラプシュ       |
| 153              | クリスティアン・クネース |
| 154              | ブレット・ランカスター   |
| 155              | マルティン・ミュラー     |
| 156              | ビェルン・シュレーダー   |
| 157              | ニキ・テルプストラ       |
| 158              | ペーター・ヴェリトス     |
| 159              | マルコ・ヴェロ           |

| フランセーズ・デジュー |                                      |
| No.                    | 選手名                               |
| 161                    | サンディ・カザール                   |
| 162                    | セバスティアン・シャヴァネル(16:DNF) |
| 163                    | レミ・ディ・グレゴリオ               |
| 164                    | アルノー・ジェラール                 |
| 165                    | フィリップ・ジルベール               |
| 166                    | リリアン・ジェグー(7:DNF)            |
| 167                    | ヨアン・ル・ブランジェ               |
| 168                    | ジェレミ・ロワ                       |
| 169                    | ブノワ・ヴォグルナール               |

| サウニエル・ドゥバル＝スコット |                                    |
| No.                            | 選手名                             |
| 171                            | リカルド・リッコ(12:DNS)           |
| 172                            | ルーベンス・ベルトリアティ(12:DNS) |
| 173                            | フアン・ホセ・コーボ(12:DNS)       |
| 174                            | ダビド・デ・ラ・フエンテ(12:DNS)   |
| 175                            | ヘスス・デル・ネロ(12:DNS)         |
| 176                            | アンヘル・ゴメス(3:DNF)            |
| 177                            | ホセプ・フフレ(12:DNS)             |
| 178                            | オレリアン・パセロン(6:DNS)        |
| 179                            | レオナルド・ピエポリ(12:DNS)       |

| コフィディス |                                   |
| No.          | 選手名                            |
| 181          | シルヴァン・シャヴァネル          |
| 182          | ステファヌ・オジェ                |
| 183          | フローラン・ブラール              |
| 184          | エルヴェ・デュクロラサール(1:DNF) |
| 185          | サミュエル・デュムラン            |
| 186          | レオナルド・ドゥケ                |
| 187          | アマエル・モワナール              |
| 188          | ダヴィ・モンクティエ              |
| 189          | マキシム・モンフォール            |

| ガーミン・チポートレ |                                |
| No.                  | 選手名                         |
| 191                  | クリスチャン・ヴァンデヴェルデ |
| 192                  | マニュス・バクステット(7:HD)   |
| 193                  | ジュリアン・ディーン           |
| 194                  | ウィリアム・フリッシュコーン   |
| 195                  | ライダー・ヘシェダル           |
| 196                  | トレント・ロウ                 |
| 197                  | マルタイン・マースカント       |
| 198                  | デヴィッド・ミラー             |
| 199                  | ダニー・ペイト                 |

※太字はUCIプロチーム。中字はコンチネンタルプロチーム。
※DNS:該当ステージ出走せず（ドーピング陽性による除外を含む）。DNF:該当ステージ途中棄権。HD:該当ステージタイムオーバー。

## ドーピング問題

### CERA使用発覚選手の続出
この年からヨーロッパでCERA（持続性エリスロポエチン受容体活性化剤=Continuous Erythropoietin Receptor Activator）と呼ばれるEPO（第三世代EPOとも言われる）の使用が可能になった為、これを用いたドーピング陽性者が続出した。
最終的に6名がCERAによるドーピング陽性者となり、総合3位と山岳賞に加え、全21ステージ中5ステージの優勝者が含まれていた (後に全員の成績は剥奪) 。

#### 当大会期間中に発覚したケース
第8ステージを前にして、リクイガスのマヌエル・ベルトラン、さらに第11ステージ前を前にして、バルロワールドのモイセス・ドゥエニャスの尿内から、CERAの陽性反応が発覚。
第12ステージスタート直前となる7月17日、ここまでステージ2勝を挙げていたリカルド・リッコについても、第4ステージ終了後に尿検査で採取されたサンプルからCERA陽性反応が出たという、フランス・アンチドーピング機関の話を受け、リッコはフランス警察当局に勾留され今大会から除外。またリッコが所属するサウニエル・ドゥバル＝スコットチームも事の重大性を考慮に入れ、今大会から撤退することを表明したことから、他選手も第12ステージを前に棄権を余儀なくされた他、リッコのドーピング問題が解決に至るまで、レース活動そのものを一時休止することを決めた。
CERA陽性ではないが、最終日である7月27日のゴール後に総合19位のドミトリ・フォフォノフから第18ステージ後の検査において、興奮剤であるヘプタミノールの陽性反応が出ていたことが発覚した。

#### 当大会後に発覚したケース
2008年10月6日のBBCニュースは、ステージ1勝を挙げたレオナルド・ピエポリとステージ2勝を挙げたシュテファン・シューマッハーの2人の血液サンプルからもCERA陽性反応が出たと報じた。
同年10月13日付のレキップ紙は、総合3位で山岳賞のベルンハルト・コールにもCERA陽性反応が出たと報じている。同月15日、記者会見の席上でコールは大筋で事実を認めた。なお、ツール・ド・フランス公式記録集によると、コールの総合順位等は剥奪され、空位となっている。同様に山岳賞も剥奪され、空位となった。

### 処分等について
7月18日、サウニエル・ドゥバル＝スコットは、リッコ並びに、第10ステージを勝利したレオナルド・ピエポリの2人に対し、チームの倫理規定に違反した行為を行ったとして解雇通告した 。加えてサウニエル・ドゥバルが当大会終了後まもなくスポンサーから撤退。残ったスコットがアメリカンビーフとともにチームを再結成することになり、当年8月28日よりレース活動を再開した。
7月20日、ドゥエニャス、ピエポリの2人が第三世代EPOの使用を認めた。またドゥエニャスが所属しているバルロワールドは7月19日、当年のツール・ド・フランス終了後にスポンサーから降りることを表明した。
マヌエル・ベルトランは所属チームのリクイガスより、年内一杯のレース出場禁止処分を通告された。また、ドミトリ・フォフォノフは即座に所属チームだったクレディ・アグリコールから解雇されたが、その後ドクターの処方ミスが証明されたため3ヶ月の停止処分のあと復帰、カザフスタンナショナルチームを経てアスタナ・プロチームに所属した。
最終的に、総合3位、山岳賞に加えて21ステージ中5ステージの優勝者が空位となる事態となった。

## 最終成績

### 総合成績
| 順位 | 選手名                           | チーム                                 | 時間           |
| ---- | -------------------------------- | -------------------------------------- | -------------- |
| 1    | カルロス・サストレ               | チームCSC-サクソバンク                 | 87時間52分52秒 |
| 2    | カデル・エヴァンス               | サイレンス・ロット                     | +58秒          |
| 空位 | ベルンハルト・コール             | ゲロルシュタイナー                     | +1分13秒       |
| 4    | デニス・メンショフ               | ラボバンク                             | +2分10秒       |
| 5    | クリスティアン・ヴァンデヴェルデ | ガーミン・チポートレ                   | +3分05秒       |
| 6    | フランク・シュレク               | チームCSC-サクソバンク                 | +4分28秒       |
| 7    | サムエル・サンチェス             | エウスカルテル・エウスカディ           | +6分25秒       |
| 8    | キム・キルシェン                 | チーム・コロンビア                     | +6分55秒       |
| 9    | アレハンドロ・バルベルデ         | ケス・デパーニュ                       | +7分12秒       |
| 10   | タデイ・ヴァリャヴェツ           | アージェードゥーゼル・ラモンディアーレ | +9分05秒       |
| 11   | ウラディミール・エフィムキン     | アージェードゥーゼル・ラモンディアーレ | +9分55秒       |
| 12   | アンディ・シュレク               | チームCSC-サクソバンク                 | +11分32秒      |
| 13   | ロマン・クロイツィガー           | リクイガス                             | +12分59秒      |
| 14   | サンディ・カザール               | フランセーズ・デ・ジュー               | +19分23秒      |
| 15   | アマエル・モワナール             | コフィディス                           | +23分31秒      |
| 16   | ミケル・アスタルロサ             | エウスカルテル・エウスカディ           | +23分40秒      |
| 17   | カンスタンツィン・シウツォウ     | チーム・コロンビア                     | +24分55秒      |
| 18   | アレクサンドル・ボチャロフ       | クレディ・アグリコール                 | +27分11秒      |
| 19   | ドミトリ・フォフォノフ           | クレディ・アグリコール                 | +28分31秒      |
| 20   | ヴィンチェンツォ・ニバリ         | リクイガス                             | +28分33秒      |

### ポイント賞
| 順位 | 選手名                   | チーム                 | ポイント |
| ---- | ------------------------ | ---------------------- | -------- |
| 1    | オスカル・フレイレ       | ラボバンク             | 270      |
| 2    | トル・フースホフト       | クレディ・アグリコール | 220      |
| 3    | エリック・ツァベル       | チーム・ミルラム       | 217      |
| 4    | レオナルド・ドゥケ       | コフィディス           | 181      |
| 5    | キム・キルシェン         | チーム・コロンビア     | 155      |
| 6    | アレハンドロ・バルベルデ | ケス・デパーニュ       | 136      |
| 7    | ロバート・ハンター       | バルロワールド         | 131      |
| 8    | ロビー・マキュアン       | サイレンス・ロット     | 129      |
| 9    | ジュリアン・ディーン     | ガーミン・チポートレ   | 119      |
| 10   | ゲラルト・シオレック     | チーム・コロンビア     | 116      |

### 山岳賞
| 順位 | 選手名                       | チーム                       | ポイント |
| ---- | ---------------------------- | ---------------------------- | -------- |
| 空位 | ベルンハルト・コール         | ゲロルシュタイナー           | 128      |
| 2    | カルロス・サストレ           | チームCSC-サクソバンク       | 80       |
| 3    | フランク・シュレク           | チームCSC-サクソバンク       | 80       |
| 4    | トマ・ヴォクレール           | ブイグ・テレコム             | 65       |
| 5    | セバスティアン・ラング       | ゲロルシュタイナー           | 62       |
| 6    | シュテファン・シューマッハー | ゲロルシュタイナー           | 61       |
| 7    | ジョンリー・オーガスティン   | バルロワールド               | 61       |
| 8    | アレハンドロ・バルベルデ     | ケス・デパーニュ             | 58       |
| 9    | レミ・ディ・グレゴリオ       | フランセーズ・デ・ジュー     | 52       |
| 10   | エゴイ・マルティネス         | エウスカルテル・エウスカディ | 51       |

### 新人賞
| 順位 | 選手名                   | チーム                 | 時間           |
| ---- | ------------------------ | ---------------------- | -------------- |
| 1    | アンディ・シュレク       | チームCSC-サクソバンク | 88時間04分24秒 |
| 2    | ロマン・クロイツィガー   | リクイガス             | +1分27秒       |
| 3    | ヴィンチェンツォ・ニバリ | リクイガス             | +17分01秒      |
| 4    | マキシム・モンフォール   | コフィディス           | +24分16秒      |
| 5    | エドゥアルド・ゴンサロ   | アグリテュベル         | +1時間08分34秒 |

### チーム総合時間
| 順位 | チーム                                 | 時間            |
| ---- | -------------------------------------- | --------------- |
| 1    | チームCSC-サクソバンク                 | 263時間29分57秒 |
| 2    | アージェードゥーゼル・ラモンディアーレ | +15分35秒       |
| 3    | ラボバンク                             | +1時間05分26秒  |
| 4    | エウスカルテル・エウスカディ           | +1時間16分26秒  |
| 5    | サイレンス・ロット                     | +1時間17分15秒  |